# A Barraca

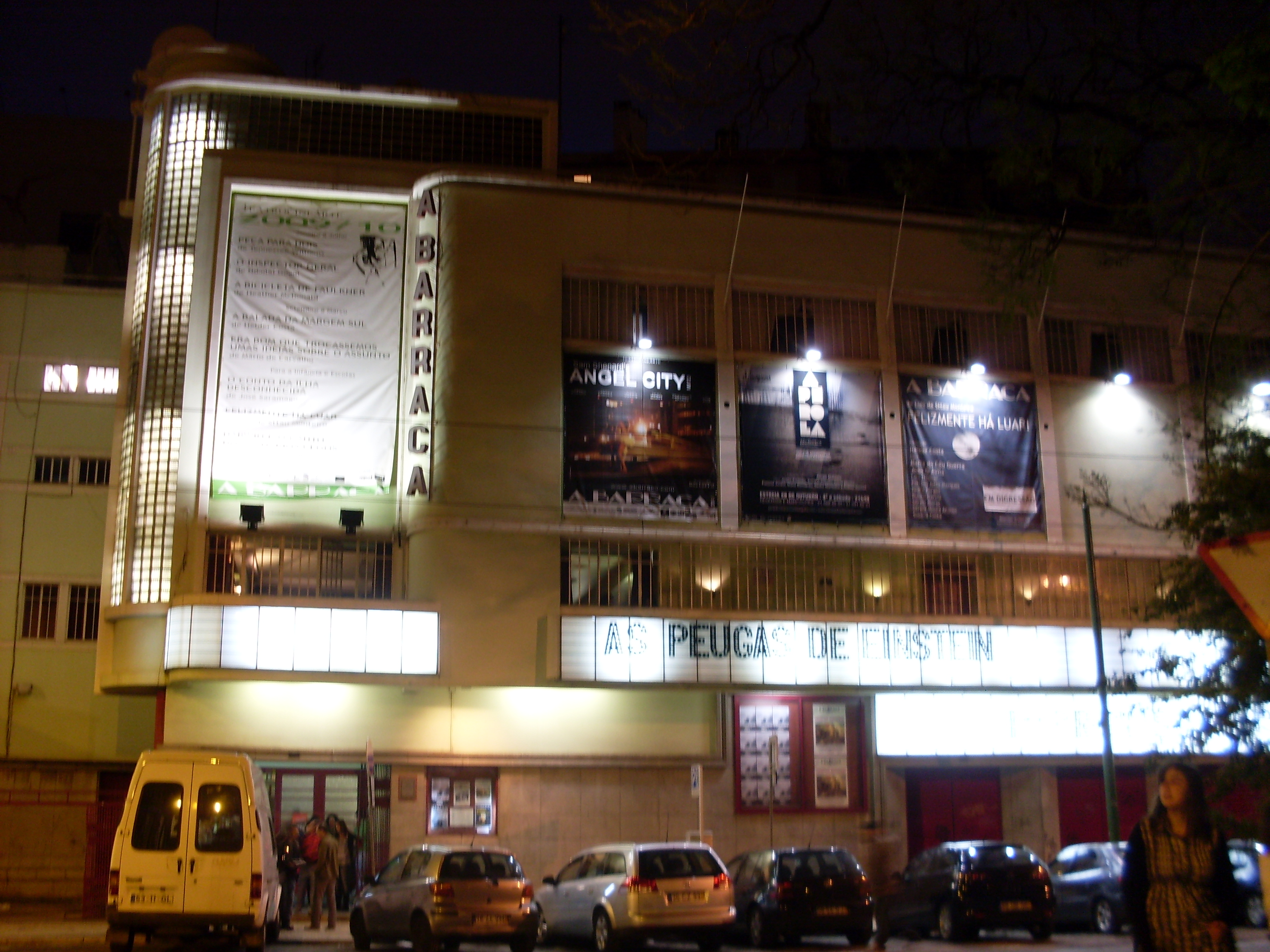
Teatro Cinearte, sede do grupo "A Barraca", durante a exibição da peça As Peúgas de Einstein, de Hélder Costa, em abril de 2011

A Barraca é uma companhia de teatro portuguesa histórica, com sede em Lisboa, fundada em 1975 por Maria do Céu Guerra e Mário Alberto.

## História
A companhia foi fundada em 1975 pela actriz e encenadora Maria do Céu Guerra e pelo cenógrafo Mário Alberto inscrevendo-se num movimento emergente de companhias de teatro experimental e independente, localizado sobretudo em Lisboa. Durante o ano de 1976 o grupo passou a maior parte do tempo em tournées pelo país.
Foi uma das principais companhias teatrais portuguesas do período pós-25 de Abril, sendo listada nessa qualidade pelo Europa World Year Book de 1983. O grupo foi descrito na época como a mais popular das companhias teatrais independentes em Portugal.
Desde a sua fundação a direcção da companhia tem estado a cargo de Maria do Céu Guerra e do encenador e dramaturgo Hélder Costa, o qual desde 1976 tem escrito, transcrito e encenado muitos dos espectáculos apresentados pelo grupo.
Durante o seu tempo de exílio em Lisboa, o dramaturgo brasileiro Augusto Boal participou da direcção da companhia, deixando uma forte influência no reportório do grupo. Foi também nesta companhia que se revelou o actor Mário Viegas.
Em 1976 a sede foi transferida para o cimo da Rua Alexandre Herculano, perto do Largo do Rato, em instalações de carácter precário; em 1989 foi-lhes concedido pela Câmara Municipal de Lisboa, pelo prazo de 25 anos o Teatro Cinearte, no Largo de Santos, onde também aposta na dinamização do espaço do café-concerto.
Em 4 de março de 2011 o grupo teatral comemorou 35 anos com uma festa em que foram evocadas duas das principais figuras da sua história, Augusto Boal e a actriz Fernanda Alves, e uma sessão especial da peça Angel City, de Sam Sheppard, com encenação de Rita Lello.

## Produção teatral
A produção teatral do grupo faz-se sobretudo numa adaptação eficaz de temas históricos e políticos ao formato popular, tradicional e moderno do teatro narrativo, focando sobretudo a produção nacional por obrigações inerentes aos subsídios estatais que lhe são atribuídos.
O grupo estreou em Março 1976 na Incrível Almadense com a Cidade Dourada, de La Candelária, peça de grande sucesso. Em Setembro do mesmo ano montou o espectáculo Histórias de fidalgotes e alcoviteiras, encenado por Hélder Costa e baseado em textos de Gil Vicente e Ruzante. Em 1977 apresentou o espectáculo "Ao qu'isto chegou! - Feira portuguesa de opinião", integrando o polinomodrama A Lei É a Lei de Luiz Francisco Rebello. No tempo em que Augusto Boal esteve na companhia, entre 1977 e 78, dirigiu três espectáculos que ficaram na história do teatro português, entre os quais Barraca conta Tiradentes (1977).
Em 1978 é apresentada a peça José do Telhado, sobre o famoso bandido português do mesmo nome, com arranjos musicais de Zeca Afonso, publicados mais tarde, em 1979, no álbum Fura, Fura.
Na década de 1980 o grupo produziu alguns dos seus maiores êxitos. Em 1980 apresenta É menino ou menina?, uma colagem de peças de Gil Vicente por Maria do Céu Guerra com direcção de Helder Costa, com uma exibição comovente, constituindo-se como uma contribuição de interesse para a história das representações dos autos de Gil Vicente. No mesmo ano o grupo deslocou-se pela primeira vez ao Brasil, apresentando Preto no branco — a sua versão para A morte acidental de um anarquista de Dario Fo. Do reportório fazia também parte a peça D. João VI, de Hélder Costa e com Mário Viegas no papel do soberano, que fez rir muito a plateia com a sua interpretação do rei comedor de frango, que andava com pedaços de galináceos no bolso. O grupo foi descrito como "grande companhia de teatro internacional", tendo limitado as representações ao Rio de Janeiro.
Em 1983 apresentou Um dia na capital do Império, baseado em textos do Chiado e encenação de Hélder Costa. Em 1984 produziu Santa Joana dos Matadouros, de Bertolt Brecht, considerada um dos maiores êxitos da companhia, e em 1986 Calamity Janes, com uma interpretação muito elogiada de Maria do Céu Guerra.
Em setembro de 2010 a companhia foi convidada a reencenar a peça O Mistério da Camioneta Fantasma, integrada no programa oficial para as Comemorações do Centenário da República.
Em 20 de julho de 2011 o grupo estreou a produção D. Maria, a Louca, com argumento do autor brasileiro António Cunha, e encenação de Maria do Céu Guerra.
O grupo estreou em 10 de abril de 2013 o texto Menino de Sua Avó, um inédito do dramaturgo Armando Nascimento Rosa, numa criação de Maria do Céu Guerra e Adérito Lopes. Esta produção participou no encerramento das Comemorações do Ano de Portugal no Brasil, apresentando-se no Teatro Dulcina - Rio de Janeiro, de 3 a 5 de maio de 2013.

## Reportório

### 1970 - 1979
| Data de estreia        | Nome | Encenação                                     | Local da estreia                       | Notas | CETbase |  |
| 4 de março de 1976     | A Cidade Dourada | Grupo A BARRACA coordenado por Fernanda Alves | Incrível Almadense                     | Estreia do grupo | 2607    |  |
| 2 de setembro de 1976  | Histórias de Fidalgotes e Alcoviteiras, Pastores e Judeus, Mareantes e outros Tratantes, sem esquecer suas Mulheres e Amantes | Hélder Costa                                  | I Festival de Teatro da Guarda         | | 2601    |  |
| 16 de abril de 1977    | Barraca conta Tiradentes | Augusto Boal                                  | Centro Cultural Popular de S. Mamede   | Estreia de Mário Viegas | 2611    |  |
| 12 de dezembro de 1977 | Ao Qu’Isto Chegou! – Feira Popular de Opinião                                                                                 | Augusto Boal                                  | Sociedade Nacional de Belas Artes      | | 2612    |  |
| 20 de junho de 1978    | Zé do Telhado | Augusto Boal                                  | Centro de Cultura Popular de S. Mamede | Prémio Cau Ferrat - Melhor Contribuição Artística, Festival de Sitges | 2610    |  |
| 19 de maio de 1979     | D. João VI | Hélder Costa                                  | Centro de Cultura Popular de S. Mamede | Prémio ATADT -Melhor Texto Inédito, 1978 Prémio Santiago Rusiñol - Melhor Texto Inédito, Festival de Sitges (Barcelona), 1978 Prémio Melhor Ator - Mário Viegas, Festival de Sitges (Barcelona), 1978 Jornal do Brasil - Um dos dez melhores espectáculos do ano | 2603    |  |

### 1980 - 1989
| Data de estreia         | Nome                                               | Encenação                         | Local da estreia                                                                                      | Notas | CETbase |  |
| 29 de fevereiro de 1980 | Preto no Branco (Morte Acidental de um Anarquista) | Hélder Costa                      | A Barraca da Alexandre Herculano                                                                      | Prémio Associação Portuguesa de Críticos - Melhor Ator: Santos Manuel Jornal do Brasil - Um dos dez melhores espectáculos do ano Associação Brasileira de Críticos Teatrais - 2º Melhor Espectáculo do Ano, 1980 | 1045    |  |
| 5 de maio de 1980       | É Menino ou Menina?                                | Hélder Costa                      | A Barraca da Alexandre Herculano                                                                      | Prémio Associação Portuguesa de Críticos - Melhor Espectáculo Melhor Encenação: Hélder Costa Melhor Atriz: Maria do Céu Guerra Melhor Companhia: A Barraca                                                       | 1152    |  |
| 18 de novembro de 1981  | Fernão, Mentes?                                    | Hélder Costa                      | Festival Internacional de Teatro de Expressão Ibérica (4ª edição,1981)                                | Prémio Casa da Imprensa - Melhor Espectáculo, 1982 | 2251    |  |
| 20 de novembro de 1982  | Tudo bem! (Reflexões acerca do Homem Novo)         | Hélder Costa                      | Festival Internacional de Teatro de Expressão Ibérica (5ª edição,1982)                                | | 2604    |  |
| 21 de janeiro de 1983   | Um dia na Capital do Império                       | Hélder Costa                      | A Barraca da Alexandre Herculano, no âmbito da Exposição de Ciência, Arte e Cultura (17ª edição,1983) | Prémio da Associação Portuguesa de Críticos - Melhores Figurinos: Maria do Céu Guerra Sete de Ouro - Melhor Encenação: Hélder Costa Sete de Ouro - Melhor Atriz: Maria do Céu Guerra                             | 2606    |  |
| 28 de julho de 1984     | Santa Joana dos Matadouros                         | Hélder Costa                      | A Barraca da Alexandre Herculano                                                                      | Prémio da Associação de Críticos - Melhor Partitura Musical: António Vitorino de Almeida | 2617    |  |
| 27 de setembro de 1985  | Um Homem é um Homem - Damião de Góis               | Hélder Costa                      | Teatro Municipal Maria Matos                                                                          | Grande Prémio de Teatro da RTP - Melhor Texto de Inédito em 1979 Prémio da Associação Portuguesa de Críticos - Melhor Texto Português encenado em 1985 Prémio Nova Gente - Melhor texto de Teatro em 1985        | 2605    |  |
| 30 de maio de 1986      | Calamity Jane                                      | Maria do Céu Guerra, Hélder Costa | A Barraca da Alexandre Herculano                                                                      | Prémio da revista Mulheres - Melhor Encenação: Hélder Costa Prémio da revista Mulheres - Melhor Atriz: Maria do Céu Guerra                                                                                       | 2619    |  |
| 23 de julho de 1986     | Espectáculo comemorativo da Constituição de 1911   | Hélder Costa                      | Assembleia da República (Sala do Senado)                                                              | | 2623    |  |
| 14 de novembro de 1986  | Os Polícias                                        | Hélder Costa                      | Associação Cultural e Recreativa de Tondela                                                           | | 2609    |  |
| 7 de março de 1987      | O Diabinho da Mão Furada                           | Hélder Costa                      | Teatro Nacional D. Maria II                                                                           | | 2608    |  |
| 11 de fevereiro de 1988 | O Baile                                            | Hélder Costa                      | Ritz Club                                                                                             | | 2602    |  |
| 24 de janeiro de 1989   | O Menino de Sua Mãe                                | Maria do Céu Guerra               | São Luiz Teatro Municipal                                                                             | | 2620    |  |
| 8 de dezembro de 1989   | Margarida do Monte                                 | Hélder Costa                      | Teatro Cinearte                                                                                       | | 2614    |  |

### 1990 - 1999
| Data de estreia         | Nome                                | Encenação           | Local da estreia                                                               | Notas | CETbase |  |
| Janeiro de 1990         | O Azeite                            | Hélder Costa        | Castelo de São Jorge                                                           | | 2625    |  |
| 14 de janeiro de 1990   | Pimenta, Cravo e Canela             | Hélder Costa        | São Luiz Teatro Municipal, no âmbito da Festa do Comércio (1990)               | | 2624    |  |
| 11 de dezembro de 1990  | Liberdade em Bremen                 | Hélder Costa        | Teatro Cinearte                                                                | | 1213    |  |
| 1991                    | Cartas de Amor                      | Hélder Costa        | Forum Picoas, cerimónia de lançamento do livro PORTUGAL EM SELOS               | | 2627    |  |
| Junho de 1991           | Poesia de Lisboa                    | Maria do Céu Guerra | Teatro Cinearte                                                                | | 2621    |  |
| 21 de junho de 1991     | Que Habitação para Lisboa?          | Maria do Céu Guerra | Tivoli - Lisboa                                                                | Apresentado no âmbito do Dia Municipal da Habitação após um debate com o mesmo nome | 2626    |  |
| 27 de outubro de 1991   | O Pranto de Maria Parda             | Maria do Céu Guerra | Biblioteca Municipal Marquesa do Cadaval - Almeirim                            | Prémio UNESCO para o Fomento das Artes - Melhor interpretação, Expo Sevilha 92 Prémio Interpretação no Festival Internacional do Chile em 1993 | 2170    |  |
| 13 de novembro de 1991  | Uma Floresta de Enganos             | Hélder Costa        | Encontro de Santiago de Compostela dos Escritores Galegos e Portugueses (1991) | | 2435    |  |
| 14 de novembro de 1991  | Play it Again, Sam!                 | Hélder Costa        | Festival Internacional de Teatro Contemporâneo (Badajoz) (1991)                | | 2446    |  |
| 1992                    | A saúde no tempo dos Descobrimentos |                     | Padrão dos Descobrimentos                                                      | | 2629    |  |
| 12 de janeiro de 1992   | Mi Rival                            | Hélder Costa        | Teatro Cinearte                                                                | | 2628    |  |
| 8 de outubro de 1992    | A Cantora Careca                    | Hélder Costa        | Instituto Franco-Português                                                     | | 2630    |  |
| 1 de junho de 1993      | Macbett                             | Hélder Costa        | Teatro Cinearte                                                                | | 69      |  |
| 26 de outubro de 1993   | Rinoceronte                         | Hélder Costa        | Teatro Cinearte                                                                | | 83      |  |
| 12 de dezembro de 1993  | De Braços Abertos                   | Fernanda Lapa       | Teatro Cinearte                                                                | | 66      |  |
| 15 de julho de 1994     | Primeira Página                     | Hélder Costa        | Teatro Cinearte                                                                | | 2631    |  |
| 30 de outubro de 1994   | Pastéis de Nata para a Avó          | Hélder Costa        | Teatro Cinearte                                                                | O texto de Fernando Augusto, homónimo do espectáculo, ganhou o 1º Prémio do 1º Concurso Português de Dramaturgia em 1994, levado a cabo pelo Círculo Dramatúrgico d'A Barraca, razão pela qual é encenado pela companhia                                                       | 2632    |  |
| 15 de novembro de 1994  | Marly, a Vampira de Ourinhos        | Maria do Céu Guerra | Teatro Cinearte                                                                | | 2616    |  |
| 25 de dezembro de 1994  | As Histórias do Atchim!!!           | A Barraca           | Teatro Cinearte                                                                | | 4538    |  |
| 15 de fevereiro de 1995 | Não Há Nada que se Coma?            | Rui Luís Brás       | Teatro Cinearte                                                                | O texto do qual parte este espectáculo, da autoria de Francisco Pestana, é distinguido com uma Menção Honrosa, atribuída no âmbito do 1º Concurso Português de Dramaturgia, realizado em 1994 pelo Círculo Dramatúrgico d'A Barraca, razão pela qual é encenado pela companhia | 523     |  |
| 27 de abril de 1995     | O Avarento                          | Hélder Costa        | Teatro Cinearte                                                                | | 524     |  |
| 27 de outubro de 1995   | Parabéns a Você                     | Hélder Costa        | Festival Internacional de Cadiz (1995)                                         | | 2633    |  |
| 1996                    | O Último Baile do Império           | Maria do Céu Guerra | Teatro Cinearte                                                                | | 2613    |  |
| 27 de setembro de 1996  | Viva la Vida!                       | Hélder Costa        | Teatro Cinearte                                                                | | 2487    |  |
| 17 de abril de 1997     | Xeque Mate                          | Maria do Céu Guerra | Teatro Cinearte                                                                | | 319     |  |
| 13 de maio de 1997      | Gulliver                            | Hélder Costa        | Teatro Cinearte                                                                | | 397     |  |
| 30 de outubro de 1997   | O Bode Expiatório                   | Maria do Céu Guerra | Cine-Teatro da Covilhã - Festival de Teatro da Covilhã (1997)                  | | 622     |  |
| 21 de novembro de 1997  | Queres Ser Ministro?                | Hélder Costa        | Teatro Cinearte                                                                | | 1051    |  |
| 4 de abril de 1998      | Que Dia Tão Estúpido                | Hélder Costa        | Teatro Cinearte                                                                | | 774     |  |
| 8 de maio de 1998       | O Príncipe de Spandau               | Hélder Costa        | Teatro Cinearte                                                                | | 970     |  |
| 15 de junho de 1998     | A Barca do Mundo                    | Hélder Costa        | Exposição Mundial de Lisboa de 1998 (Expo'98)                                  | | 959     |  |
| 27 de janeiro de 1999   | Um Dia Inesquecível                 | Hélder Costa        | Teatro Cinearte                                                                | | 2000    |  |
| 11 de março de 1999     | Fernão, Mentes?                     | Hélder Costa        | Teatro Cinearte                                                                | Remontagem do espectáculo do mesmo nome de 1981 | 2085    |  |
| 25 de abril de 1999     | Abril em Portugal                   | Hélder Costa        | Grândola, no âmbito das celebrações dos 25 anos do 25 de Abril                 | | 2228    |  |
| 7 de outubro de 1999    | Agosto - Histórias de Emigração     | Maria do Céu Guerra | Joane                                                                          | | 2468    |  |

### 2000 - 2009
| Data de estreia         | Nome                                              | Encenação           | Local da estreia                                                    | Notas | CETbase |  |
| 8 de julho de 2000      | A Relíquia                                        | Hélder Costa        | Festival Internacional de Teatro de Almada (17.ª edição,2000)       | | 3582    |  |
| 12 de dezembro de 2000  | A Balada do Café Triste                           | Maria do Céu Guerra | Teatro Cinearte                                                     | | 3741    |  |
| 10 de janeiro de 2001   | Marilyn, Meu Amor                                 | Hélder Costa        | Teatro Cinearte                                                     | | 3740    |  |
| 3 de julho de 2001      | Um Inverno Debaixo da Mesa                        | Maria do Céu Guerra | Teatro Cinearte                                                     | | 4167    |  |
| 4 de outubro de 2001    | Havemos de Rir?                                   | Maria do Céu Guerra | Teatro Cinearte                                                     | | 4336    |  |
| Fevereiro de 2002       | Nós temos os pés grandes porque somos muito altas | Maria do Céu Guerra | Teatro Cinearte                                                     | | 4518    |  |
| 6 de maio de 2002       | Comédia de Rubena                                 | Maria do Céu Guerra | Teatro Cinearte                                                     | | 4855    |  |
| 11 de julho de 2002     | O Velho da Horta                                  | Maria do Céu Guerra | Museu de Arte Popular                                               | | 5164    |  |
| 30 de outubro de 2002   | Farsa de Inês Pereira                             | Maria do Céu Guerra | Teatro Cinearte                                                     | | 5472    |  |
| 26 de novembro de 2002  | O Auto das Fadas                                  | Maria do Céu Guerra | Teatro Académico de Gil Vicente - Coimbra                           | | 5482    |  |
| 27 de março de 2003     | A Profissão da Senhora Warren                     | Guilherme Mendonça  | Teatro Cinearte                                                     | | 6494    |  |
| 9 de agosto de 2003     | O Incorruptível                                   | Hélder Costa        | Maputo - Festival Internacional de Teatro d'Agosto (3ª edição,2003) | | 7988    |  |
| 24 de setembro de 2003  | Os Renascentistas                                 | Hélder Costa        | Teatro Cinearte                                                     | | 7653    |  |
| 22 de novembro de 2003  | A Revolta dos Bonecos                             | Rita Lello          | Teatro Cinearte                                                     | | 8206    |  |
| 22 de maio de 2004      | Ser e não ser ou Estórias da História do Teatro   | Maria do Céu Guerra | Teatro Cinearte                                                     | | 9154    |  |
| 27 de novembro de 2004  | História Breve da Lua                             | Gil Filipe          | Teatro Cinearte                                                     | | 9961    |  |
| 17 de fevereiro de 2005 | Mater                                             | João d'Ávila        | Teatro Cinearte                                                     | | 10308   |  |
| 19 de outubro de 2005   | O Mistério da Camioneta Fantasma                  | Hélder Costa        | Teatro Cinearte                                                     | | 11766   |  |
| 3 de dezembro de 2005   | A Princesa do Amor de Sal                         | Rita Lello          | Teatro Cinearte                                                     | | 12106   |  |
| 3 de março de 2006      | Felizmente Há Luar!                               | Hélder Costa        | Manteigas - Auditório do Centro Cívico de Manteigas                 | | 12619   |  |
| 25 de novembro de 2006  | O Conto da Ilha Desconhecida                      | Rita Lello          | Teatro Cinearte                                                     | | 13809   |  |
| 31 de janeiro de 2007   | A Herança Maldita                                 | Hélder Costa        | Teatro Cinearte                                                     | | 13816   |  |
| 11 de maio de 2007      | Darwin e o Canto dos Canários Cegos               | Hélder Costa        | Teatro Cinearte                                                     | | 14244   |  |
| 21 de setembro de 2007  | Agosto - Contos da Emigração                      | Maria do Céu Guerra | Teatro Cinearte                                                     | Prémio Guia dos Teatros 2007 - Melhor Adaptação                                                           | 14636   |  |
| 2 de fevereiro de 2008  | Antígona                                          | Maria do Céu Guerra | Teatro Cinearte                                                     | | 15912   |  |
| 30 de abril de 2008     | Obviamente Demito-o!                              | Hélder Costa        | Teatro Cinearte                                                     | | 16060   |  |
| 31 de janeiro de 2009   | Peça para Dois                                    | Rita Lello          | Teatro Cinearte                                                     | | 17978   |  |
| 21 de fevereiro de 2009 | O Professor de Darwin                             | Hélder Costa        | Auditório 3 da Fundação Calouste Gulbenkian                         | | 18840   |  |
| 6 de março de 2009      | O Inspector Geral                                 | Maria do Céu Guerra | Teatro Cinearte                                                     | | 18062   |  |
| 26 de setembro de 2009  | A Bicicleta de Faulkner                           | Rita Lello          | Teatro Cinearte                                                     | | 19084   |  |
| 6 de março de 2009      | Em Busca do Bem-estar                             | Hélder Costa        | Teatro Cinearte                                                     | Projecto desenvolvido pela Associação Viva Mulher Viva com as receitas a reverterem a favor da associação | 19094   |  |

### 2010 - 2019
| Data de estreia         | Nome                             | Encenação                           | Local da estreia | Notas | CETbase |  |
| 18 de fevereiro de 2010 | A Balada da Margem Sul           | Hélder Costa                        | Teatro Cinearte  | | 19920   |  |
| 6 de julho de 2010      | Peça para Dois (versão sem rede) | Rita Lello                          | Teatro Cinearte  | Segunda versão da peça estreada em 2009 | 20718   |  |
| 23 de setembro de 2010  | O Mistério da Camioneta Fantasma | Hélder Costa                        | Teatro Cinearte  | Reencenada a pedido da Comissão Nacional para as Comemorações do Centenário da República de 5 de Outubro de 1910 |         |  |
| 2 de dezembro de 2010   | Angel City                       | Rita Lello                          | Teatro Cinearte  | | 21545   |  |
| 13 de abril de 2011     | As Peúgas de Einstein            | Hélder Costa                        | Teatro Cinearte  | | 21835   |  |
| 20 de julho de 2011     | D. Maria, a Louca                | Maria do Céu Guerra                 | Teatro Cinearte  | | 22232   |  |
| 9 de março de 2012      | O Fantasma de Chico Morto        | Pedro Cardoso                       | Teatro Cinearte  | | 22232   |  |
| 17 de março de 2012     | Romance da Raposa                | Rita Lello                          | Teatro Cinearte  | | 24385   |  |
| 10 de abril de 2013     | Menino de Sua Avó                | Maria do Céu Guerra e Adérito Lopes | Teatro Cinearte  | Prémio Especial do Júri FITA 2014 - Maria do Céu Guerra, Adérito Lopes e o grupo A Barraca pela brilhante montagem de Menino de Sua Avó. - Participou nas Comemorações Oficiais do Ano de Portugal no Brasil, apresentando-se no Teatro Dulcina, no Rio de Janeiro. - Re-inaugurou o Teatro Popular Óscar Niemeyer, em Nitéroi, 2013. - Espectáculo Internacional do FITA 2014 - Festa Internacional de Teatro de Angra dos Reis. |         |  |

## Edifício
Em 1938, Rodrigues Lima é convidado a elaborar um projecto para um cinema a construir na Rua Vasco da Gama, em frente ao Largo de Santos, em Lisboa. O terreno disponível, um lote de planta rectangular alongada, é delimitado em três dos seus lados: a Norte pela muralha da Calçada Marquês de Abrantes, a Nascente e a Poente por edifícios existentes, restringindo assim o edifício a uma única frente visível.
O arquitecto consegue dar corpo e volume a um edifício que, estando à partida entalado em três dos seus lados, se poderia resumir à composição de um plano bidimensional. Dando assim uma expressão que traduzisse claramente o fim a que se destinava que foi conseguir um conjunto que estivesse de acordo com os princípios da arquitectura contemporânea.
O arquitecto dedica especial atenção no desenho da sala de projecção, uma vez que é esse o espaço crucial de um cinema, é onde decorre a acção principal, privilegiando sempre o conforto do espectador, ao qual procura dar uma boa visibilidade, boa audibilidade, e um agradável ambiente climatérico para instalá-lo de modo confortável que lhe permita gozar em completo bem-estar o prazer que procurou para os espectadores pudessem gozar esse prazer com toda a segurança sem o receio de que um incêndio ou qualquer pânico venha a perturbá-lo. As cadeiras foram colocadas de modo a que o olhar de cada espectador abranja a totalidade do ecrã, sem sofrer qualquer deformação.
Ele estuda a inclinação dos pavimentos tanto da plateia como do balcão, de modo a que o olhar de cada espectador passe precisamente acima das cabeças dos espectadores da sua frente. Relativamente à audibilidade, o arquitecto não concebe a forma da sala em função dos trajectos das ondas sonoras, alegando que só muito dificilmente se consegue um resultado perfeito, preferindo assegurar uma boa acústica pelo recurso a materiais isoladores no tratamento das paredes, do palco, das portas e do tecto da sala, e prestando especial cuidado em toda a decoração, de forma a evitar reverberações de som.